# لوکاس مارکز (بازیکن فوتبال، زاده ۱۹۸۸)
لوکاس مارکز (انگلیسی: Lucas Márquez؛ زادهٔ ۲۵ اکتبر ۱۹۸۸) بازیکن فوتبال اهل آرژانتین است.